# Eroii necunoscuți
Eroii necunoscuți (în coreeană 이름 없는 영웅들) este un miniserial dramatic de război nord-coreean despre un spion la Seul în timpul Războiului din Coreea. Având o durată de peste douăzeci de ore, el a fost filmat și lansat în mai multe părți între 1978 și 1981. A primit medalia Kim Il-sung.
Autoritățile guvernamentale din Coreea de Nord au interzis difuzarea serialului Eroii necunoscuți în 2016, temându-se că temele sale ar putea inspira nemulțumirea populară față de conducerea lui Kim Jong Un, actualul lider al națiunii.

## Producție și reacție
Producția serialului Eroii necunoscuți a început în sau în jurul anului 1978, la inițiativa lui Kim Jong-il, când el a preluat conducerea activității de propagandă a țării.
Eroii necunoscuți a avut parte de o primire favorabilă pe scară largă pe piața internă, potrivit presei publice nord-coreene. Actorul principal Kim Ryong-lin, care l-a interpretat pe eroul Yu Rim, a declarat că acesta a fost unul dintre rolurile sale preferate în cei peste 20 de ani de actorie; într-un interviu din 1981, el a remarcat că oamenii începuseră să-l numească Yu Rim în loc de numele său adevărat, după ce a început serialul, ceea ce i-a plăcut datorită admirației pe care o simțea față de personaj. Actrița Kim Jung-hwa, care a interpretat rolul principal feminin Kim Soon-hee, a considerat inițial că nu este potrivită pentru acest rol, deoarece nu avea experiență militară anterioară sau chiar experiență de a juca o spioană pe ecran; singura ei pregătire a constat în a citi mai multe cărți și a intervieva spioni adevărați. Regizorul Ryu Ho-son a declarat că scena lui preferată a fost cea de la „Madonna Teahouse” din episodul 5, în care foștii iubiți Yu Rim și Kim Soon-hee află fiecare că celălalt este un agent nord-coreean.
Eroii necunoscuți a fost, de asemenea, responsabil pentru propulsarea dezertorilor americani James Joseph Dresnok⁠(d) și Charles Robert Jenkins⁠(d) la statutul de celebritate minoră în Coreea de Nord. Cu toate acestea, el nu a beneficiat de atenție publică în Statele Unite ale Americii până în 1996, când Departamentul Apărării al SUA a obținut o copie a filmului; un raport realizat de cinci analiști i-a identificat pe Jenkins și pe un alt american fără nume (descoperit mai târziu ca Dresnok) ca actori în film, oferind prima dovadă în trei decenii că Jenkins era încă în viață. Popularitatea lui Dresnok în rolul său a fost atât de mare încât oamenii din Coreea de Nord se refereau în mod obișnuit la el ca „Arthur”, numele personajului pe care l-a interpretat în film.

## Personaje
- Yu Rim (Kim Ryong-lin): Fost gardian într-un lagăr de prizonieri al Armatei Imperiale Japoneze și mai târziu absolvent al Universității Cambridge, a fost recrutat de serviciile de informații nord-coreene în timp ce lucra ca reporter la Istanbul. El este trimis la Seul pentru a aduna informații despre forțele Statelor Unite ale Americii de acolo.[2][3]
- Kim Soon-hee (Kim Jung-hwa): iubita din facultate a lui Yu, devenită acum agent de contrainformații sub conducerea colonelului Klaus. În timpul ocupației nord-coreene a Seulului, ea a salvat viața unui agent american care fusese lăsat în urmă, motiv pentru care a fost numită locotenent în Corpul de Contrainformații al Armatei Statelor Unite ale Americii de către Klaus.[2][3]
- Park Mu (Jung Woon-mo): ofițer de presă șef al Armatei Republicii Coreea și prieten al lui Yu Rim de la Cambridge. [2][3]
- Colonelul Klaus: membru al Corpului de Contrainformații al Armatei Statelor Unite și principalul adversar al lui Yu.[2][3] Actorul care joacă acest rol este menționat ca Son Dae-won, dar conform lui Charles Robert Jenkins⁠(d), el a fost de fapt „un vicedecan italian al Colegiului de Muzică din Phenian”.[10]
- Căpitanul Martin (Yun Chan⁠(d)): membru al Corpului de Contrainformații al Armatei Statelor Unite și consilier al colonelului Klaus.[2][3]
- Dr. Kelton (Charles Robert Jenkins⁠(d)): omul are a plănuit și organizat Războiul din Coreea.[2][3]
- Janet O'Neill (Shu Ok-soon): soția dr. Kelton, vărul ei a fost un soldat a cărui viață a fost salvată de Yu când a fost internat într-un lagăr de prizonieri de război.[2][3] Personajul, deși trebuia să fie alb caucazian, a fost în schimb interpretat de o actriță eurasiatică de ascendență mixtă nord-coreeană/rusă, o practică comună în cinematografia nord-coreeană.[11]
- Shark (Kim Duk-sam): un agent corupt al Corpului de Contrainformații, care vinde informații unor generali sud-coreeni rivali care sunt însetați de putere.[2][3]
- Lee Jin-yong (Kim Yun-hong)[3]
- Wang Soong (Rho Jung-won): un reporter din Taiwan și fiul secretarului lui Chiang Kai-shek.[3]
- Knife (Kang Keum-bok)[3]
- Seul-hwa (Park Sub)[3]
- Carl (Larry Allen Abshier⁠(d)): un căpitan din Serviciile Secrete ale SUA.[12]
- Lewis (Jerry Wayne Parrish⁠(d)): un locotenent care devine comunist (și asistentul lui Yu cu ceva ajutor).[12]
- Arthur Cockstud (James Joseph Dresnok⁠(d)): locotenent colonel al Armatei Americane și comandant al lagărului de prizonieri. Apare doar în episodul 14.[9][12][13]
- Interpretul (Paik Kyung-a)[3]

## Episoade
| An   | Nr. | Titlu coreean            | Traducere engleză           | Hanja                    | McCune-Reischauer          | Revised Romanisation          |
| ---- | --- | ------------------------ | --------------------------- | ------------------------ | -------------------------- | ----------------------------- |
| 1978 | 1   | 《적후에서》             | Behind Enemy Lines          | 《敵後에서》             | Chŏkhu esŏ                 | Jeokhu eseo                   |
| 1978 | 2   | 《적후에서 또 적후에로》 | Behind Enemy Lines Again    | 《敵後에서 또 敵後에로》 | Chŏkhu esŏ tto Chŏkhu ero  | Jeokhu eseo tto Jeokhu ero    |
| 1979 | 3   | 《적후에서 홀로》        | Alone Behind Enemy Lines    | 《敵後에서 홀로》        | Chŏkhu esŏ Hollo           | Jeokhu eseo Hollo             |
| 1979 | 4   | 《옛성터에서》           | In Ancient Ruins            | 《옛城터에서》           | Yessŏngtŏ esŏ              | Yesseongteo eseo              |
| 1979 | 5   | 《금강석》               | Diamond                     | 《金剛石》               | Kŭmgamsŏk                  | Geumgamseok                   |
| 1979 | 6   | 《한밤중의 저격사건》    | Shooting at Midnight        | 《한밤中의 狙擊事件》    | Hanbamjung'ŭi Chŏgyŏksagŏn | Hanbamjung'eui Jeogyeoksageon |
| 1979 | 7   | 《정적속에서의 전투》    | Battle in the Midst of Calm | 《靜寂속에서의 戰鬪》    | Chŏngjŏksok'ŭi Chŏntu      | Jeongjeoksok'eui Jeontu       |
| 1980 | 8   | 《위험한 대결》          | A Dangerous Confrontation   | 《危險한 對決》          | Uihŏmhan Taegyŏl           | Uiheomhan Daegyeol            |
| 1980 | 9   | 《안개작전》             | Operation Fog               | 《안개作戰》             | Angaejakjŏn                | Angaejakjeon                  |
| 1980 | 10  | 《위기》                 | Peril                       | 《危機》                 | Uigi                       | Uigi                          |
| 1980 | 11  | 《일요일에 있은 일》     | What Happens on Sunday      | 《日曜日에 있은 일》     | Ilyoil e Issŭn Il          | Ilyoil e Isseun Il            |
| 1980 | 12  | 《웃음속에 비낀 그늘》   | The shade cast by laughter  | 《웃음속에 비낀 그늘》   | Usŭmsok e Pikkin Kŭnŭl     | Useumsok e Bikkin Geuneul     |
| 1980 | 13  | 《판문점》               | Panmunjeom                  | 《板門店》               | Panmunjŏm                  | Banmunjeom                    |
| 1980 | 14  | 《죽음의 섬》            | Island of Death             | 《죽음의 섬》            | Chukŭmŭi Sŏm               | Jugeumui Seom                 |
| 1980 | 15  | 《달없는 그밤에》        | On that Moonless Night      | 《달없는 그밤에》        | Talŏmnŭn Kŭbam e           | Daleomneun Geubam e           |
| 1980 | 16  | 《전투는 계속된다》      | The Battle Continues        | 《戰鬪는 繼續된다》      | Chŏntunŭn Kyesok Toenda    | Jeontuneun Gyesok Doenda      |
| 1980 | 17  | 《유인》                 | Seduction                   | 《誘引》                 | Yu'in                      | Yu-in                         |
| 1980 | 18  | 《운명》                 | Destiny                     | 《運命》                 | Unmyŏng                    | Unmyeong                      |
| 1981 | 19  | 《붉은 저녁노을》        | Evening Glow                | 《붉은 저녁노을》        | Polkŭn Chŏnyŏk Noŭl        | Bolgeun Jeonyeok No-eul       |
| 1981 | 20  | 《우리는 잊지 않는다》   | We do Not Forget            | 《우리는 잊지 않는다》   | Urinŭn Ijji Annŭnda        | Urineun Ijji Anneunda         |